# M–10001
A M–10001 egy B-B tengelyelrendezésű áramvonalas dízel-motorvonat volt, melyet az amerikai General Motors Electro-Motive Division egysége gyártott. A 670 kW  teljesítményű mozdonyvonatból összesen egy darabot gyártottak 1934-ben.